# Bầu cử liên bang Đức 2013
Cuộc bầu cử liên bang Đức diễn ra ngày 22 tháng 9 năm 2013, và đã chọn ra 630 người trong Bundestag lần thứ 18. Liên Đảng CDU/CSU của thủ tướng Angela Merkel giành chiến thắng đậm kể từ 1990, với gần 42% số phiếu và chiềm gần 50% số ghế trong quốc hội. Tuy nhiên, đối tác liên minh của họ là Đảng Dân chủ tự do (FDP) đã thất bại khi giành chưa đủ hơn 5% số phiếu làm họ mất ghế trong quốc hội lần đầu tiên trong lịch sử của Đảng này. Kết quả, bà Merkel sẽ phải xem xét để lập liên minh với Đảng Dân chủ Xã hội Đức (SPD) đối lập hoặc với Đảng Xanh để thành lập chính phủ, mặc dù lựa chọn thứ hai ít có khả năng về cả hai phía. Trong khi liên minh của SPD, Đảng Cánh tả, và Đảng Xanh có thể đủ ghế để chiếm đa số, nhưng cả hai SPD và Đảng Xanh đã bác bỏ liên minh với Cánh tả.